# 8058 Zuckmayer
8058 Zuckmayer è un asteroide della fascia principale. Scoperto nel 1977, presenta un'orbita caratterizzata da un semiasse maggiore pari a 2,2429371 UA e da un'eccentricità di 0,2111777, inclinata di 2,32237° rispetto all'eclittica.